# Yantai
Yantai ( Chinees: 烟台 pinyin: Yāntái), vroeger bekend als Chefoo of Chih-fou, is een stad en stadsprefectuur in de provincie Shandong, aan de oostkust van China. Het is de grootste visserijhaven van Shandong en een belangrijk economisch centrum. Yantai grenst in het zuidwesten aan de stad Qingdao en in het oosten aan Weihai. 
Bij de volkstelling van 2020 had de stad 2.311.885 inwoners, de prefectuur had 7.102.116 inwoners.
Het oppervlak is 13.745,74 km² en er woonden in 2010 ongeveer 6.968.202 mensen. Ongeveer 2.227.733 daarvan wonen in de 4 grote stadsdelen Zhifu, Muping, Fushan en Laishan.
De naam "Yantai" (yan-rook (烟); tai-toren-platform (台)) is afgeleid van de naam van de wachttorens die, tijdens het bewind van keizer Hongwu (Ming-dynastie), rond 1398, gebouwd waren op de berg Qi. De torens dienden om alarm te slaan bij een invasie van Japanse piraten.
In Yantai wonen, volgens het bestuur, meer dan 100.000 buitenlandse zakenmensen en hun families.

## Middelen van bestaan
Meer dan 40% van de wijn in China wordt gemaakt door de ongeveer 130 wijnmakerijen in de omgeving van Yantai. De wijnen uit deze omgeving worden al sinds het eind van de Qing-dynastie aangeduid met de naam Chefoo. Changyu Winery, opgericht in 1892 door Zhang Bishi, is momenteel de grootste wijnmakerij in Azië.  Verder is de streek ook bekend om haar kersen, appels, perziken en peren.
Dankzij de rijke en diverse visgronden heeft Yantai zich ontwikkeld tot een visserijhaven van belang. Er worden meer dan 200 visproducten waaronder garnalen en zeekomkommers aangeboden.
Yantai heeft overvloedige minerale hulpbronnen. De reserves van goud, magnesium, molybdeen en talk behoren tot de top vijf van China. Zowel bij de reserve als de productie van goud staat Yantai op nummer 1 van China. Het  continentaal plat voor de kust is rijk aan aardolie en aardgas en heeft een enorm potentieel dat in de toekomst aan te boren is.

## Klimaat
De beste tijd om Yantai te bezoeken is van april tot oktober. Het zomerseizoen in Yantai begint in juni en eindigt begin september. De gemiddelde temperatuur van de warmste maand is ongeveer 25 °C. De meeste regen valt in juli en augustus en gaat soms gepaard met een tyfoon. De gemiddelde temperatuur in de winter blijft meestal boven 0 °C. De lente is winderig en de temperatuur verschilt sterk tussen dag en nacht.

## Toerisme
Het gebied is toeristisch en is onder anderen bekend om zijn stranden. In de havenstad Penglai een stadsarrondissement van Yantai, gelegen aan de kust op ongeveer 80 km van het centrum van Yantai, bevinden zich een aantal attracties, zoals het Penglai Paviljoen - een van de vier meest bekende paviljoens in China. Van het Chinese Bureau van Toerisme krijgt dit gebied de hoogste AAAAA score.  Ook staat daar het grootste aquarium van Azië. Het heeft o.a. een poolgebied, zoet- en zoutwateraquaria, en een dolfinarium. Verder zijn er veel vakantieparken in en rond Yantai, die voornamelijk door de Chinezen zelf benut worden. De Changshan Eilanden - de hemelse eilanden over de zee, bestaan uit 32 kleine eilanden. Tot de 15 parken behoren drie nationale parken, een nationaal natuurreservaat en een nationaal wetlandpark. Ook zijn er nog 9 golfclubs, waarbij de grootste 279 holes heeft. De meeste hotels bevinden zich in de buurt van de haven en rond het station. Ten zuiden van de haven bevindt zich het moderne winkelgebied Nan Dajie.
Van de 22 musea van Yantai zijn de volgende twee de bekendste
- Het Museum voor Volkskunst dat gevestigd is in een mooie negentiende-eeuwse gildehal. Het hoofdgebouw van het museum is de "Tan Hou Miau" tempel, gewijd aan de Zuid-Chinese zeegodin. Deze tempel, rijkelijk voorzien van houtsnijwerk en beschilderde panelen waarop historische gebeurtenissen zijn afgebeeld, werd in 1864 uit Fujian aangevoerd per schip en is een goed voorbeeld van de Chinese architectuur uit het zuiden.
- Het Zhangyu (ChangYu) Wijnmuseum. In de kelders bevinden zich twee drie eeuwen oude "koningsvaten" die elk 15.000 liter wijn konden bevatten, een bottelarij en een bar waar zowel wijn als brandewijn verkocht wordt.

Yantai wordt gezien als de bakermat van de beroemde Chinese Lu (Shandong)-keuken (山東菜). Beroemde gerechten uit de Shandongkeuken zijn onder andere: gestoofde abalone (zeeoor) en zoetzure karper. Ook  vis, schelpdieren en andere zeevruchten worden veel toegepast in de gerechten.

## Transport
- Het vliegveld Yantai Penglai International Airport ligt 43 kilometer van het centrum van de stad, nabij de stad Chaoshui in Penglai. Dit nieuwe vliegveld vervangt vanaf 28 mei 2015 het oude vliegveld Yãntai Láishãn Guójijïchăng.[11] Er zijn verbindingen met Beijing (7 tot 8 maal daags, 1 uur en 15 minuten), Hongkong (2 maal per week, 3 uur en 30 minuten), Ji'nan (1 tot 2 maal daags, 50 minuten), Nanjing (1 tot 2 maal daags, 1 uur en 20 minuten) en Shanghai (9 maal per dag, 1 uur en 30 minuten).
- Het treinstation Yãntai Zhàn ligt meteen ten westen van het centrum in het noorden van de stad en heeft G- (hogesnelheidstrein max. 350 km/uur) en K (sneltrein max. 120 km/uur)-treinverbindingen[12] met Beijing (3 maal daags, 6 uur tot 14 uur reistijd), Guangzhou (2 maal per dag, 7 tot 18 uur), Jiamusi (1 maal per dag, 39 uur), Jiaozhou (14 maal per dag, 1 1/2 tot 3 uur reistijd), Jinan (33 maal daags, 4 tot 7 uur), Laiyang (18 maal per dag, 1 tot 7 uur), Qingdao (2 maal daags, reistijd ongeveer 4 uur), Shanghai ( 4 maal daags, 8 tot 24 uur), Taishan (4 maal daags, 7 1/2 tot 9 uur), Weifang (24 maal per dag, 2 tot 4 1/2 uur), Xi'an (1 maal daags, 24 uur), Xuzhou (8 maal daags, 5 1/2 tot 12 uur), Zhengzhou (3 maal daags, 16 tot 17 uur) en Zibo (25 maal per dag, 2,5 tot 7 uur)[13]
- Het busstation Qichē Zõngzàn ligt 1 km ten westen van het treinstation heeft een verbinding met onder andere Qingdao (2 maal per uur, 3 uur reistijd), Weihai en Penglai.
- Vanuit de haven Yãntai Gãng, net ten oosten van het treinstation, vertrekken op maandag, woensdag en vrijdag ferry's naar Dalian in China (4 tot 6 maal daags, 6 tot 7 uur) en naar Incheon in Zuid-Korea (ongeveer 12 uur). Naar Qingdao vertrekken 10 boten per dag. De reistijd bedraagt, afhankelijk van de boot, tussen de 3 en 8 uur.[14]
- De stad zelf kent 30 buslijnen[15]

## Bestuur
De stadsbestuur van Yantai beheert 4 districten, 7 stedelijke agglomeraties, 1 provincie en 1 ontwikkeling zone.
- Zhifu District (芝罘区)
- Fushan District (福山区)
- Muping District (牟平区)
- Laishan District (莱山区)
- Longkou City (龙口市)
- Laiyang City (莱阳市)
- Laizhou City (莱州市)
- Penglai City (蓬莱市)
- Zhaoyuan City (招远市)
- Qixia City (栖霞市)
- Haiyang City (海阳市)
- Changdao County (长岛县)
- Yantai Economic and Technological Development Zone (烟台经济技术开发区)
- Yantai Hi-tech Industrial Development Zone (烟台高新技术产业开发区)

Deze zijn verder onderverdeeld in 148 administratieve eenheden.

## Geografie en topografie
Yantai ligt aan de Gele Zee op het schiereiland Shandong ten zuiden van de Bohaizee en tegenover de zuidelijke punt van Korea. De kustlijn is 909 kilometer lang.
Yantai wordt omringd door bergen en door de zee en kent vier klimaat-seizoenen. Topografisch bestaat Yantai voor 36,62% uit bergen, voor 39,7% uit heuvels, voor 20,78% uit vlaktes en voor 2,9% uit bekkens. Van het totale gebied is ongeveer 2,643.60 km2 stedelijk bebouwd. 40% is bedekt met bos.

### Bergen
Gemiddeld zijn de bergen zo'n 500 meter hoog. De heuvels reiken van 200 tot 300 meter. Het hoogste punt is de berg Kunyu (昆 崳 山) met 922.8 meter. Yantai krijgt jaarlijks gemiddeld 20 mm regen te verwerken.

### Rivieren
Er zijn 121 rivieren van meer dan 5 kilometer in lengte, de grootste zijn:
- Wulong River (五 龙河)
- Dagu River (大沽河)
- Dagujia River (大沽 夹河)
- Wang (王 河)
- Jie River (界河)
- Huangshui River (黄 水河)
- Xin'an River (辛安 河)

## Het Yantai Sportpark
Yantai vervulde in 2008, toen de olympische spelen in Peking werden georganiseerd, de rol van stageoord voor de Belgische delegatie omdat de sportvoorzieningen uitstekend waren. Het Yantai sportpark kent vele voorzieningen waaronder een zwembad.

## Geboren
- Wang Yaping (1980), astronaute
- Liu Shiying (1993), atlete

## Galerij

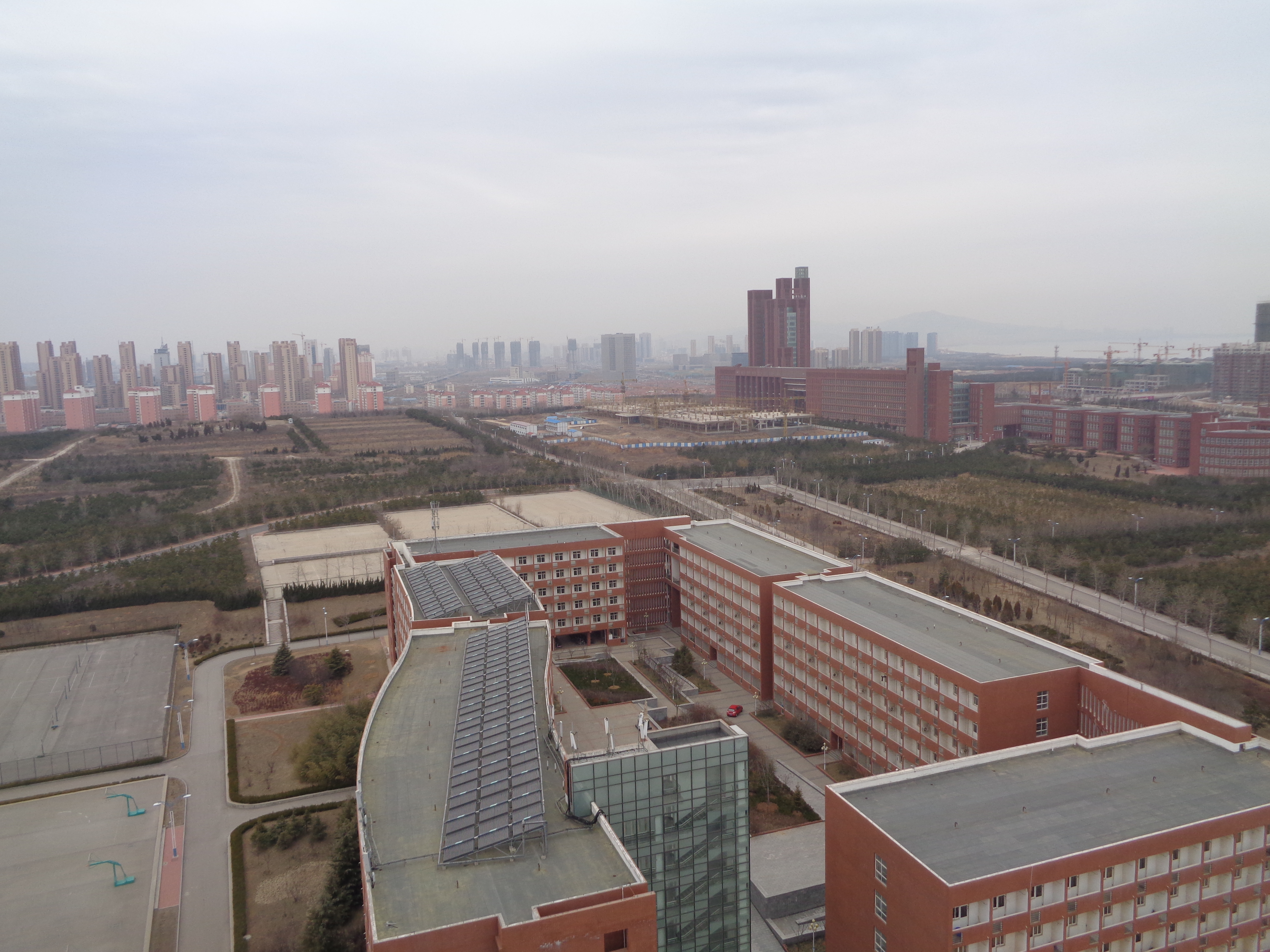
Campus van University of Groningen Yantai
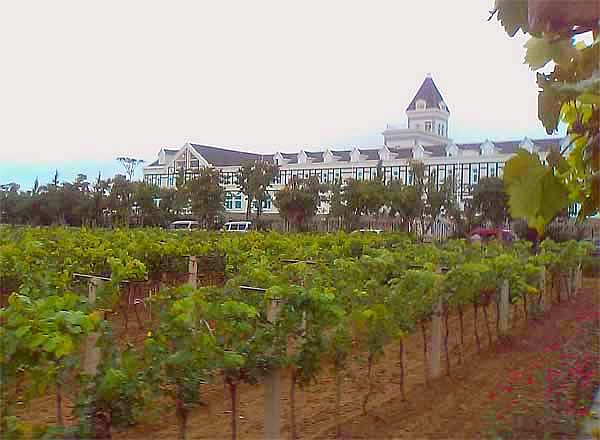
Chateau Changyu, Beiyujia Wijngaard
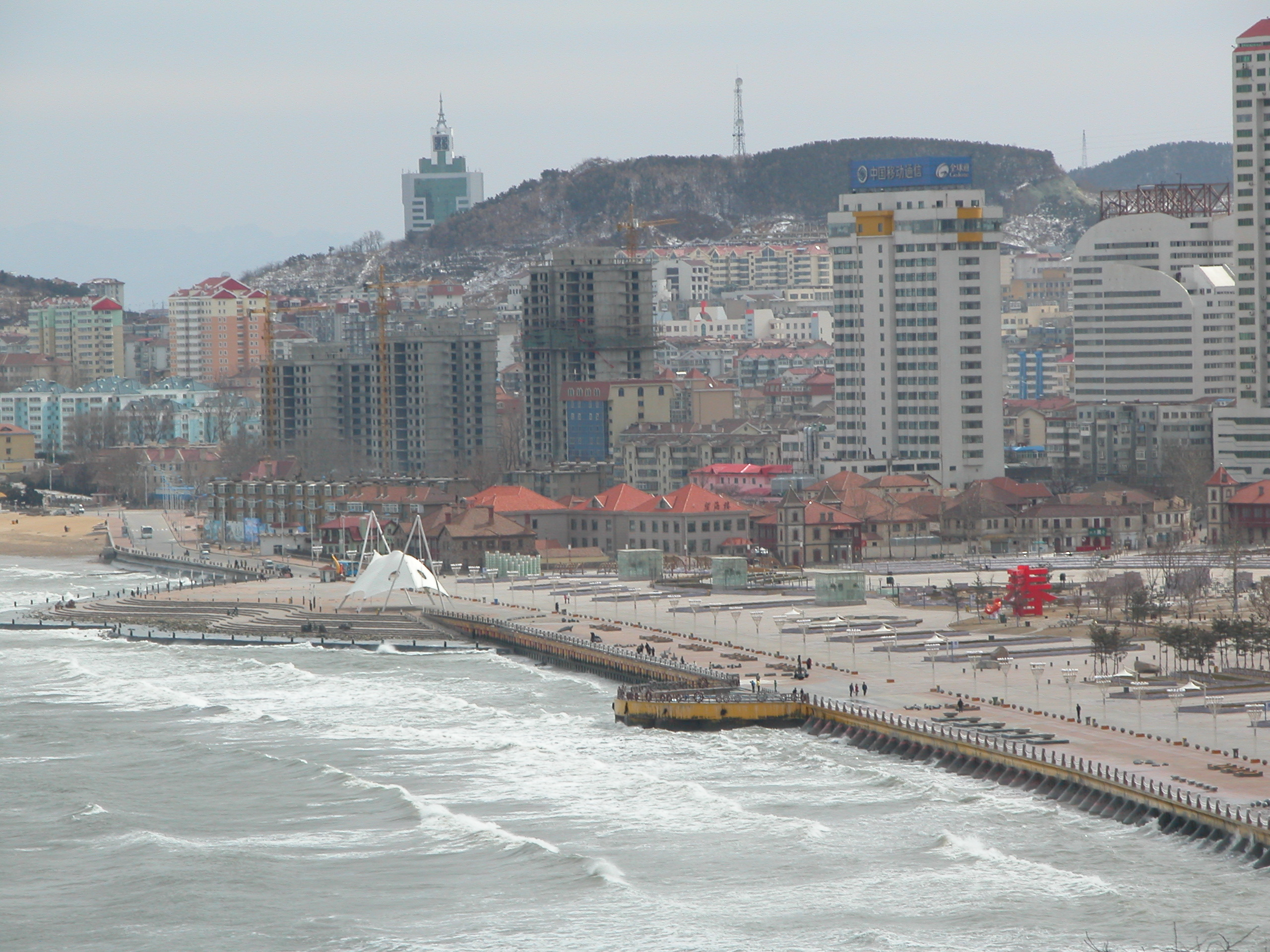
Kustlijn van Yantai
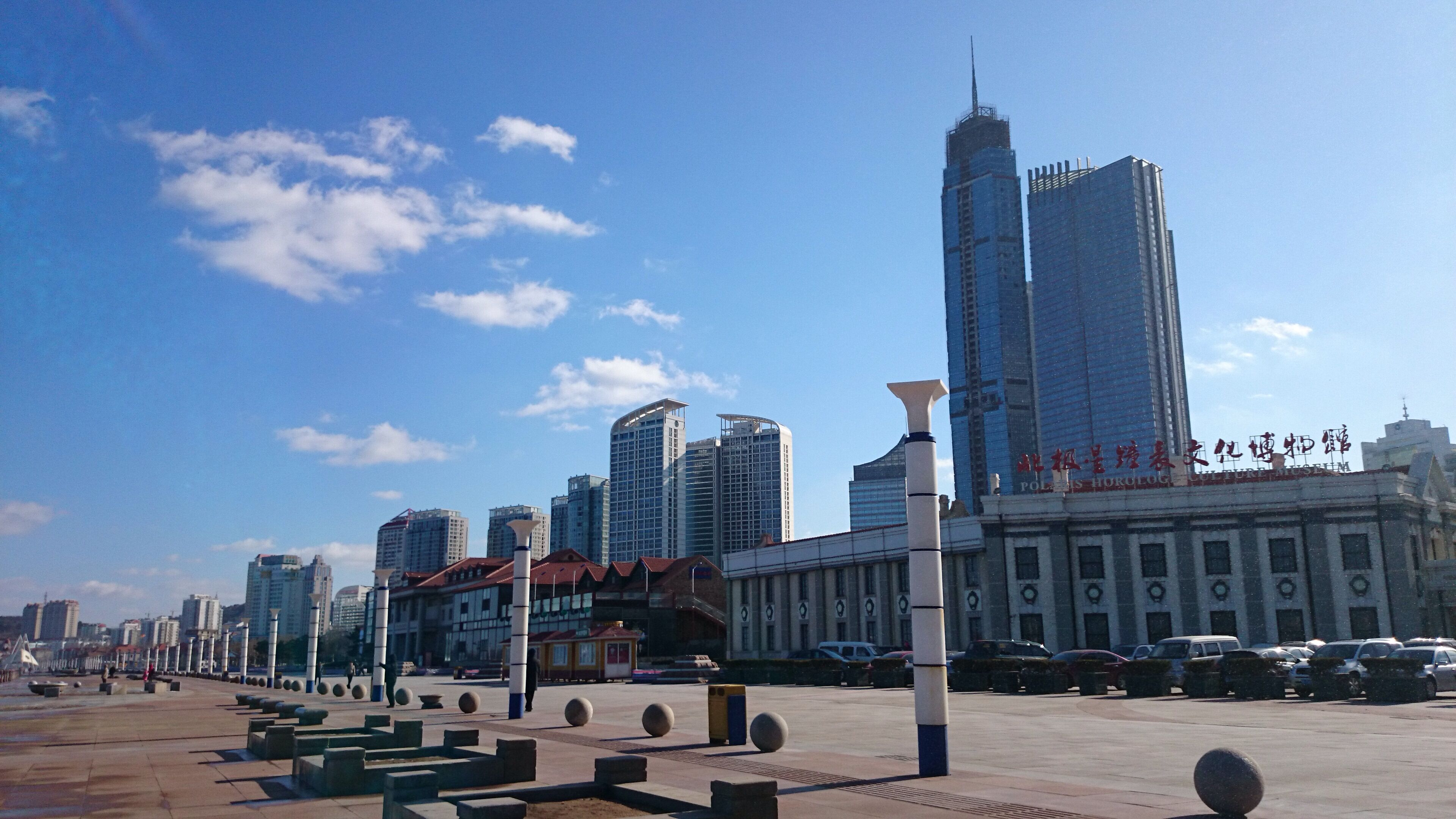
Skyline van Yantai
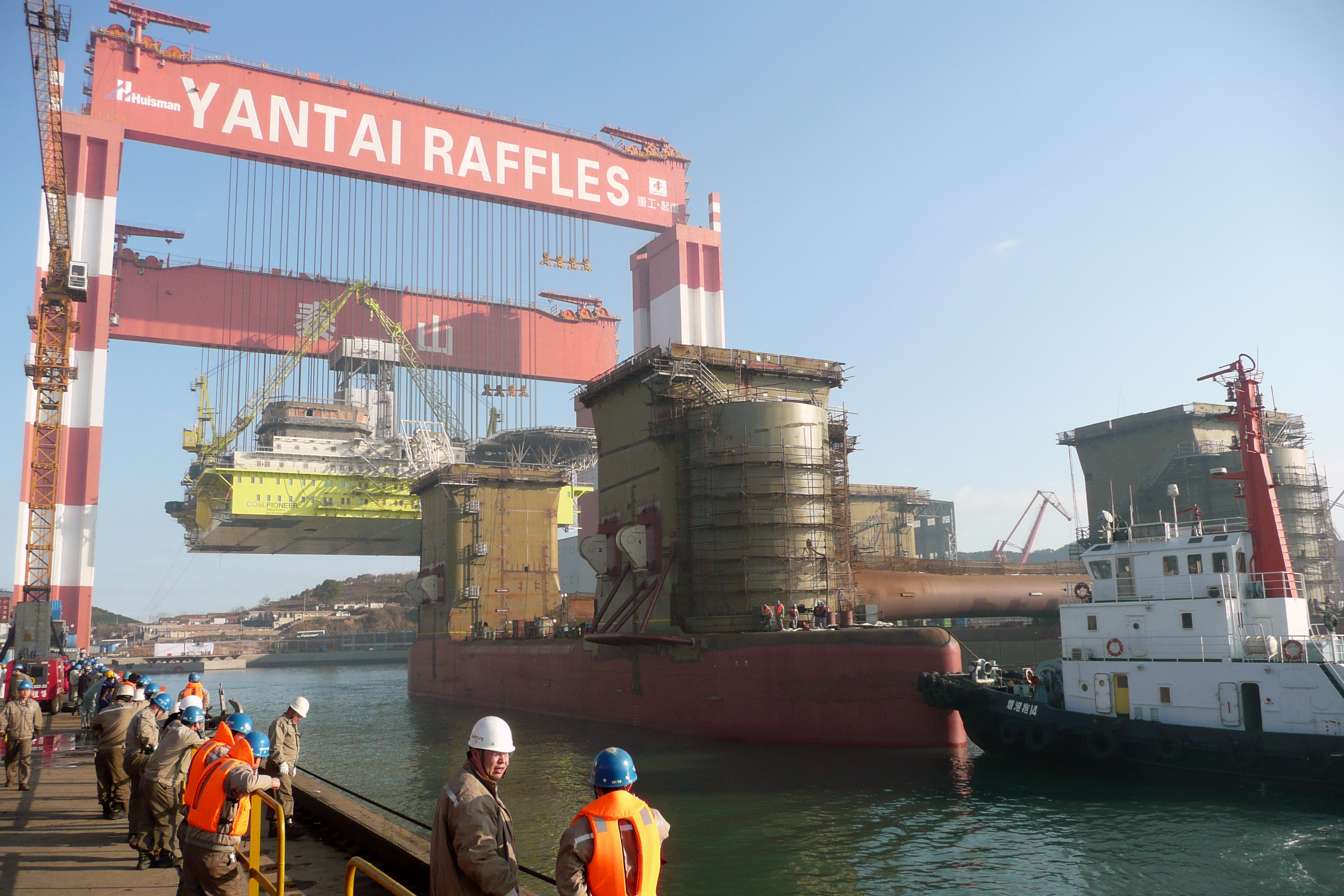
De haven van Yantai
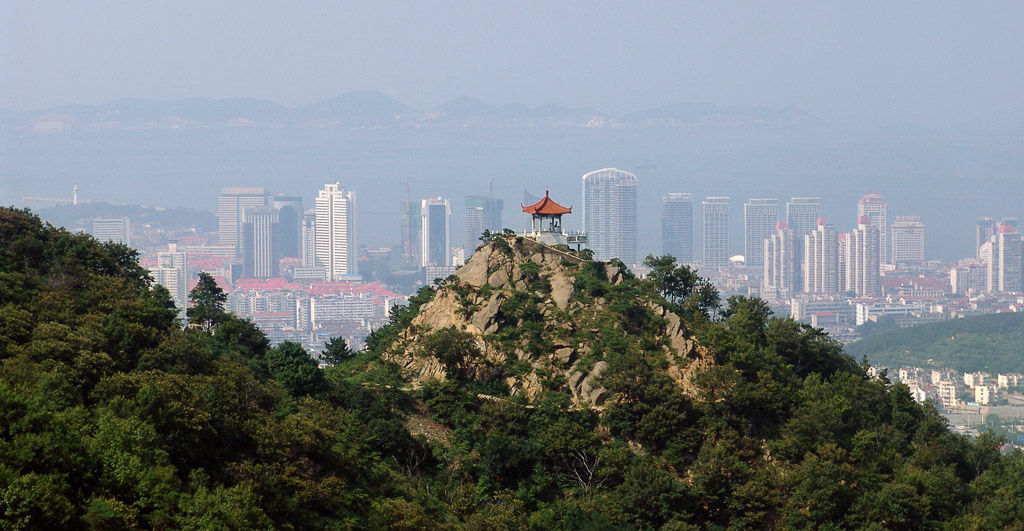
Uitzicht op Yantai Hill
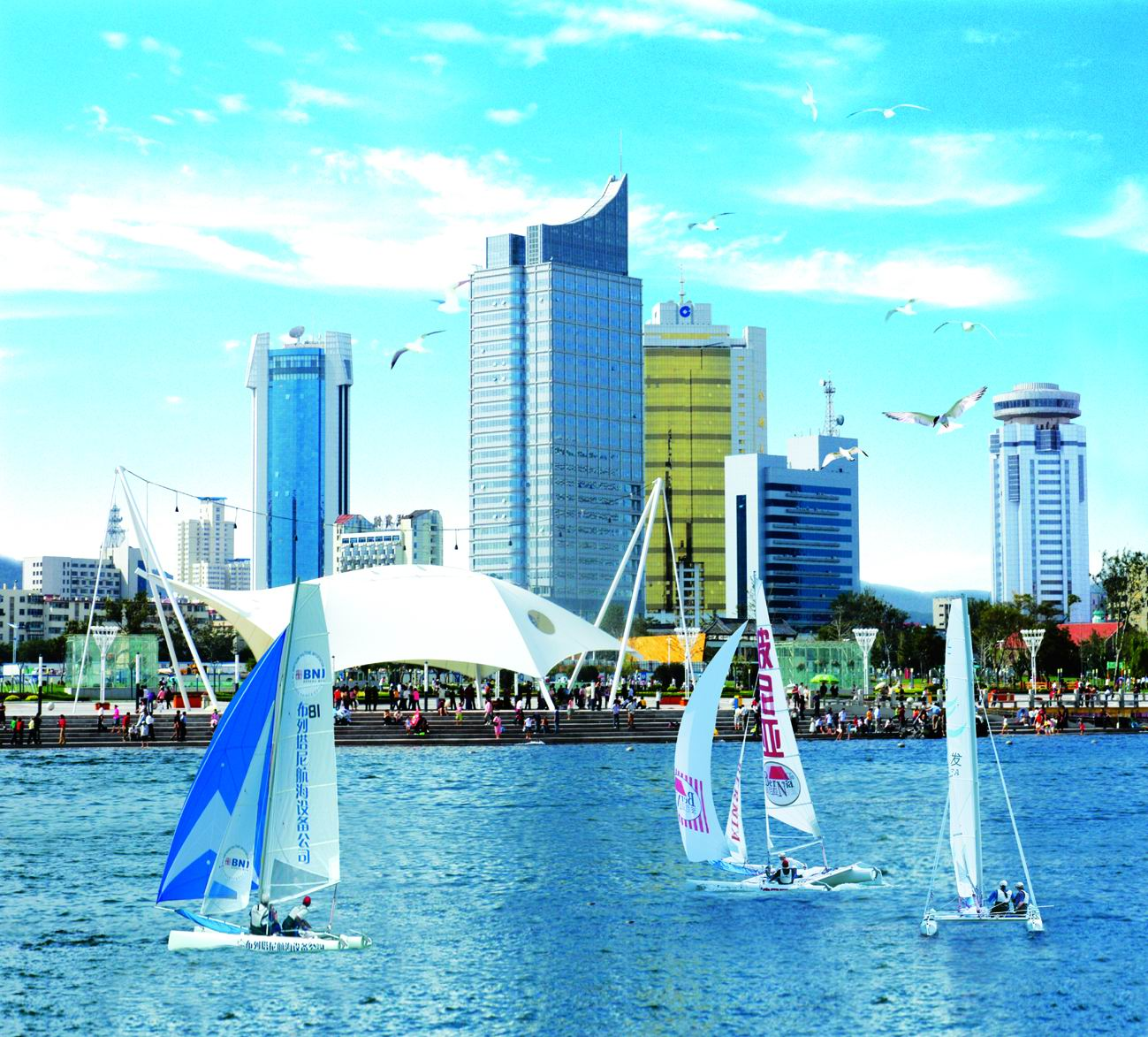
Kustlijn van Yantai